# Karl Goebels
Karl Goebels (* 19. August 1901 in Hanau; † 14. November 1991 in Frankfurt am Main) war ein evangelischer Theologe und Mitglied der Bekennenden Kirche.

## Leben
Nach dem Studium der evangelischen Theologie in Bethel, Marburg und Tübingen und anschließender Ordination in Bad Hersfeld war Goebels zunächst von 1926 bis 1928 als Hilfspfarrer in der Emmausgemeinde im Frankfurter Stadtteil Eschersheim tätig. Von 1928 bis 1936 war er zweiter Pfarrer am Frankfurter Diakonissenmutterhaus. Seit dem Jahr 1934 gehörte Goebels der Bekennenden Kirche an und trat damit im Kirchenkampf gegen die Deutschen Christen ein.
Vom 1. Oktober 1936 bis 1950 war Goebels Pfarrer der Mariengemeinde in Frankfurt-Seckbach. Goebels machte sich in Seckbach insbesondere durch seine Initiativen für den Wiederaufbau der 1944 bei den Luftangriffen auf Frankfurt am Main zerstörten barocken Marienkirche verdient. Die nach dem Wiederaufbau veränderte Kirchturmspitze rechtfertigt er so:

„Wir wollen nicht den Anschein geben, als wäre nichts geschehen, wenn wir wieder die alte Form der Kirche errichten. Eine neue Form soll bezeugen, dass Altes zerbrochen wurde, dass der Herr auch in unserer Generation lebendig wirksam ist in der Gnade seiner Heimsuchung.“

Nach Kriegsende 1945 war er bis 1947 Vorsitzender der vorläufigen Leitung der Evangelischen Kirche Frankfurt. 1950 wählte ihn die Kirchensynode zum Propst für Frankfurt, ein Amt, das er bis zu seiner Verabschiedung in den Ruhestand 1970 ausübte.
In seine Amtszeit fiel die Neugliederung der Gemeinden nach Kriegsende und des Wiederaufbaus der zerstörten Frankfurter Kirchen und Gemeindehäuser. Wegen seiner Verdienste ist Goebels vielen Frankfurter Gemeinden in bleibender Erinnerung.
Goebels war Vorsitzender der Evangelischen Allianz, des Evangelischen Missionsvereins (heute: Evangelisches Missionswerk in Deutschland) und der Frankfurter Bibelgesellschaft. Er widmete sich dem Aufbau der Jugendarbeit und der Erwachsenenbildung und wandte sich in den 1960er Jahren verstärkt der kirchlich betriebenen Entwicklungshilfe zu.
Im Jahr 1980 war Goebels Schirmherr der 1100-Jahr-Feier des Frankfurter Stadtteils Seckbach. Im Vorwort der Festschrift führt er aus:

„… mit dem Angebot eines ökumenischen Gottesdienstes (wird) ein doppeltes Zeichen gesetzt: ein Zeichen der Erinnerung, dass die tausendjährige Geschichte … mehr oder minder deutlich geprägt ist von dem Geist christlicher Kultur; und ein Zeichen, das in die Zukunft weist: auch eine Bürgerschaft hat, selbst in ungewissen Zeiten, Halt und Hoffnung, wenn sie den ewigen Grund respektiert, der unser Leben trägt.“

## Ehrungen
1961 erhielt Goebels die Ehrenplakette der Stadt Frankfurt am Main verliehen. Er wurde mit der Römerplakette der Stadt Frankfurt am Main in Gold für mehr als 20-jährige ehrenamtliche Tätigkeit und der Silberschale der Stadt Frankfurt am Main ausgezeichnet.
Im Seckbach ist der Propst-Goebels-Weg nach ihm benannt, der durch den Huthpark entlang des Grundstücks der evangelischen Seckbacher Mariengemeinde führt.